# Livres historiques de l'Ancien Testament
Dans le christianisme, les Livres historiques de l'Ancien Testament correspondent à un sous-ensemble des Livres de l'Ancien Testament.
Les chrétiens divisent généralement l'Ancien Testament en quatre parties :
- le Pentateuque,
- les livres historiques,
- les livres poétiques,
- les prophètes, eux-mêmes répartis en :
  - prophètes premiers ou grands prophètes,
  - petits prophètes.

Les livres historiques comprennent :
- le Livre de Josué,
- le Livre des Juges,
- le Livre de Ruth,
- le Premier Livre de Samuel,
- le Deuxième Livre de Samuel,
- le Premier Livre des Rois,
- le Deuxième Livre des Rois,
- le Premier Livre des Chroniques,
- le Deuxième Livre des Chroniques,
- le Livre d'Esdras,
- le Livre de Néhémie,
- le Livre d'Esther,
- le Livre de Tobie,
- le Livre de Judith,
- le Premier Livre des Macchabées,
- le Deuxième Livre des Macchabées.

Les livres mentionnés en italique sont deutérocanoniques, c'est-à-dire qu'ils ne font pas partie du Canon juif, reconnu par les protestants, mais qu'ils sont reconnus comme canoniques par les catholiques et les orthodoxes.